# Berkshire Hathaway
Berkshire Hathaway Inc. [ˈbɜːrkʃər ˈhæθəweɪ] ist eine 1955 gegründete US-amerikanische Holdinggesellschaft mit Sitz in Omaha, Nebraska, zu deren Konglomerat über 80 Unternehmen gehören. Ihre Aktivitäten umfassen unter anderem Erst- und Rückversicherung, Schienengüterverkehr, Energieversorgung, Finanzdienstleistungen, produzierendes Gewerbe sowie Groß- und Einzelhandel. Das Unternehmen ist unter dem Tickersymbol BRK an der New York Stock Exchange (NYSE) notiert. Vorsitzender ist Warren Buffett.
Das Unternehmen erwirtschaftete 2021 einen Nettogewinn in Höhe von 90 Mrd. US-Dollar. Berkshire gehört damit zu den 20 größten Unternehmen der USA. Konstant hohe Ertragskraft und die großen Finanzreserven machten Berkshire zu einem der weltweit führenden Rückversicherungsunternehmen und über lange Zeit zu einem der wenigen Unternehmen mit der höchsten Bonitätsstufe.
Im Gegensatz zu den Gepflogenheiten vieler Hedgefonds oder Private-Equity-Unternehmen greift Berkshire in der Regel nicht in das operative Geschäft der einzelnen Tochtergesellschaften ein und erwirbt Unternehmen auch nicht durch Aufnahme neuer Schulden oder Neuemission von Anteilsscheinen. Das Unternehmen hat sich in diesem Zusammenhang einen Ruf als „freundlicher“ Investor erarbeitet.
Die A-Aktie von Berkshire Hathaway wurde nie gesplittet und ist mit einem Kurs von 800.330 US-Dollar am 1. April 2025 die teuerste Aktie der Welt. Die gesamte Marktkapitalisierung des Unternehmens belief sich im April 2024 auf rund 882 Milliarden US-Dollar.

## Geschichte
Berkshire Hathaway entstand 1955 aus der Fusion der beiden Textilfirmen Berkshire Fine Spinning und Hathaway Manufacturing. Von Anfang an hatte das Unternehmen aus Massachusetts mit der Billigkonkurrenz aus dem Süden der USA und den aufkommenden Billigimporten aus Fernost zu kämpfen.
1962 begann Warren Buffett Aktien von Berkshire Hathaway zu kaufen, nachdem er ein Muster erkannt hatte, immer wenn das Unternehmen eine Textilfabrik verkaufte. Er besaß schließlich gut ein Drittel der Aktien. Mit der Zeit merkte Buffett jedoch, dass die Textilwirtschaft nachließ und sich die finanzielle Situation des Unternehmens nicht verbessern würde. 1964 machte ihm der damalige Geschäftsführer Seabury Stanton das mündliche Angebot, die Anteile von Buffett für 11 1⁄2 $ pro Aktie zurückzukaufen. Wenige Wochen später erhielt Buffett das Angebot in schriftlicher Form, allerdings für lediglich 11 3⁄8 $. Buffett gab später an, dass ihn der Bruch des Versprechens wütend gemacht habe. Anstatt die Aktien zu verkaufen, entschied sich Buffett dafür, Berkshire Hathaway zu übernehmen und Stanton zu entlassen. 1965 übernahm er für seinen 1956 gegründeten Investmentpool die Mehrheit der Anteile und wurde zum Vorsitzenden des Unternehmens. Schon nach kurzer Zeit wurde ihm klar, dass die Übernahme aufgrund der schlechten wirtschaftlichen Lage des Unternehmens ein Fehler gewesen war. Daher begann er damit, das noch vorhandene Kapital durch Investitionen in textilfremde Beteiligungen umzuleiten. So erwarb er 1967 eine Versicherung (National Indemnity – Buffett bezeichnete die Versicherung rückblickend 1983 als wichtigste Kraft beim Wachstum von Berkshire Hathaway) und 1969 eine Bank (Illinois National).
Nach und nach wurden die textilen Aktivitäten eingestellt, die letzte Fabrik wurde 1985 geschlossen. 1982 wurde Berkshire Hathaway mit dem Beteiligungs- und Rabattmarkenunternehmen Blue Chip Stamps fusioniert; Buffetts Freund und bisheriger Präsident von Blue Chip Stamps, Charles Munger, wurde zum stellvertretenden Vorsitzenden von Berkshire Hathaway.
Berkshire Hathaway erwarb in den vergangenen Jahrzehnten Unternehmen, entweder komplett (Nebraska Furniture Mart, Scott-Fetzer, Shaw Industries) oder bedeutende Beteiligungen (Coca-Cola, Gillette, The Washington Post). Weitere Geschäftsfelder sind das Möbelgeschäft (R. C. Willey u. a.), Schuhe (H. H. Brown u. a.), Bekleidung (Fruit of the Loom u. a.), Jet-Sharing (NetJets), Juweliere (Borsheims u. a.), Nachrichtenverbreitung (Business Wire), Lebensmittelgroßhandel (McLane) und Süßwaren (See’s Candies).
Der Schwerpunkt der Geschäftstätigkeit liegt allerdings schon lange (bereits 1978 bezeichnete Buffett dieses Geschäft als größten Gewinnbringer) im Bereich der Erst- (GEICO) und der Rückversicherung (General Re). Weiterhin ist Berkshire Hathaway über die von Ajit Jain geleitete Eigengesellschaft Berkshire Hathaway Reinsurance Group das weltweit führende Unternehmen, das über sogenannte „Super-Cats“ Versicherer und Rückversicherer gegen Mega-Katastrophen versichert. Im Jahr 2003 erwirtschaftete der Versicherungsbereich 64 % des Vorsteuergewinns. Buffett schätzt an Versicherungen den hohen frei verfügbaren „float“ (Prämien, die bereits eingenommen werden, aber erst später für Schadensfälle verwendet werden müssen), der für Investitionen genutzt werden kann. Die Eigenschaft bewog ihn schon früh in seiner Karriere zum Investieren in das Rabattmarkenunternehmen Blue Chip Stamps (Buffett bezeichnete Blue Chip einmal als nicht regulierte Versicherung).
Das Unternehmen hat seit 1967 keine Dividende gezahlt; die Aktie wurde niemals gesplittet und ist somit die teuerste Stückaktie der Welt mit einem Wert von über 800.000 USD im Mai 2025. Als Zugeständnis an Altanleger wurde allerdings 1996 eine neue Aktienkategorie (B-Aktien, „Baby-Berkshires“) eingeführt. A-Aktien können seitdem (z. B. für ein Geschenk oder als Erbschaft) in 1500 B-Aktien getauscht werden. Ein Rücktausch ist nicht möglich, außerdem haben die B-Aktien nur 1/10 000 Stimmrecht.
Im August 2024 stieg der Börsenwert des Unternehmens auf mehr als eine Billion US-Dollar an, was zuvor nur den Unternehmen Apple, Microsoft, Amazon, Nvidia, Meta Platforms, Tesla, Alphabet und Saudi Aramco gelungen war.
Dem Ende 2023 verstorbenen Freund, Geschäftspartner und Vizepräsident Charles Munger dankte Buffett ausführlich im Brief an die Aktionäre von 2024 und würdigte ihn als den Architekten von Berkshire, ohne den er und das Unternehmen wohl nie so erfolgreich gehandelt hätten.
Im Mai 2025 kündigte Warren Buffett an, zum Jahresende von seiner Position als CEO zurückzutreten. Buffett verbleibt als Vorstandsvorsitzender. Als neuer CEO ist Greg Abel vorgesehen.

## Daten

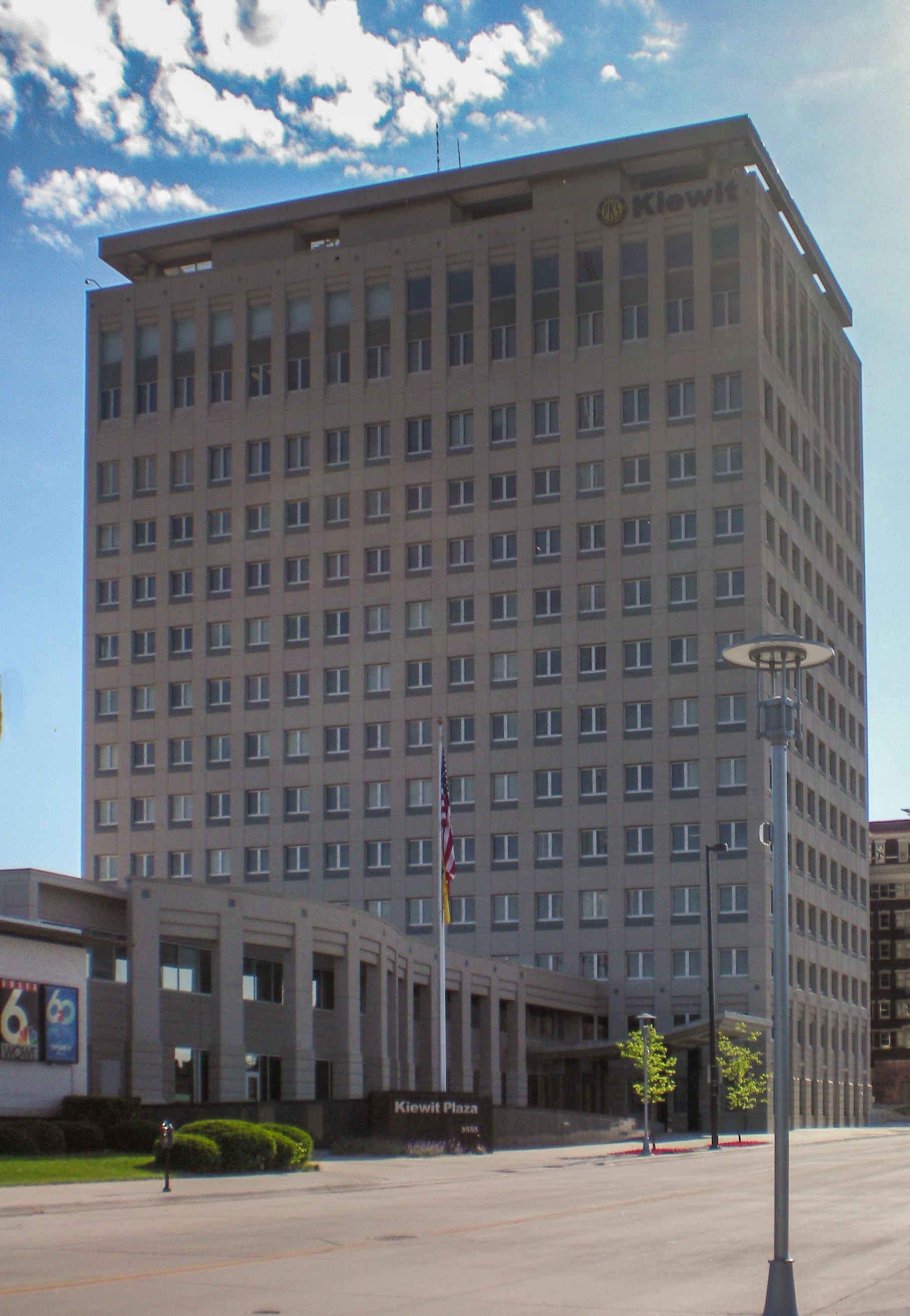
Kiewit Plaza – Firmensitz der Berkshire Hathaway

### Allgemein
Heute ist Berkshire Hathaway eines der 10 größten Unternehmen der USA und einer der größten Steuerzahler. In den 89 voll kontrollierten Gesellschaften waren per 31. Dezember 2023 über 396.500 Menschen beschäftigt. Firmensitz ist das Kiewit Plaza.
Warren Buffett, der mit einem Vermögen von rund 118 Milliarden $ der sechstreichste Mann der Welt ist, bezieht bei Berkshire Hathaway ein Jahresgehalt von 100.000 USD. Die Holding hat neben Warren Buffett selbst und dem langjährigen Vizepräsidenten Charles Munger lediglich 26 weitere Beschäftigte, da Berkshire Hathaway die Geschäftstätigkeit bei den erworbenen Beteiligungen konsequent den unternehmensinternen Führungskräften überlässt und nur über die Verwendung der erwirtschafteten Gewinne verfügt.
| Jahr | Umsatz (Mrd. US$) | Nettogewinn (Mrd. US$) |
| ---- | ----------------- | ---------------------- |
| 2024 | 371,4             | 89,0                   |
| 2023 | 364,4             | 96,2                   |
| 2022 | 302,0             | (22,7)                 |
| 2021 | 276,1             | 89,8                   |
| 2020 | 245,5             | 42,5                   |
| 2019 | 254,6             | 81,4                   |
| 2018 | 247,8             | 4,0                    |
| 2017 | 239,9             | 44,9                   |
| 2016 | 215,1             | 24,1                   |
| 2015 | 210,8             | 24,1                   |
| 2014 | 194,7             | 19,9                   |
| 2013 | 182,2             | 19,5                   |
| 2012 | 162,5             | 14,8                   |
| 2011 | 143,7             | 10,3                   |
| 2010 | 136,2             | 13,0                   |
| 2009 | 112,5             | 8,1                    |
| 2008 | 107,8             | 5,0                    |
| 2007 | 118,2             | 13,2                   |
| 2006 | 98,5              | 11,0                   |
| 2005 | 81,7              | 8,5                    |
| 2004 | 74,4              | 7,3                    |
| 2003 | 63,9              | 8,2                    |
| 2002 | 42,4              | 4,3                    |
| 2001 | 38,6              | 0,8                    |
| 2000 | 34,9              | 3,3                    |
| 1999 | 24,9              | 1,6                    |
| 1998 | 14,0              | 2,8                    |
| 1997 | 10,4              | 1,9                    |
| 1996 | 10,5              | 2,5                    |
| 1995 | 4,6               | 0,8                    |
| 1994 | 3,8               | 0,5                    |
| 1993 | 3,6               | 0,8                    |

Zum Jahresende 2021 gab es von Berkshire Hathaway etwas über 617.000 A-Aktien sowie 1,3 Milliarden ausstehende B-Aktien. Damit beträgt die Marktkapitalisierung bei einem Börsenkurs von über 487.000 USD der A-Aktie (4. März 2022) über 700 Milliarden USD. Der Buchwert pro Aktie lag per 31. Dezember 2021 bei 348.632 USD, der innere Wert liegt aber laut Buffett darüber. Größter Einzelaktionär ist mit rund 16 % der Besitzanteile und rund 32 % der Stimmrechte Warren Buffett.
Die Jahreshauptversammlung des Unternehmens ist mittlerweile als „Woodstock“ für Kapitalisten bekannt. 2006 nahmen etwa 24.000 Aktionäre teil. 2008 waren es etwa 31.000 und 2013 35.000 Aktionäre.
Von 1965 bis 2023 betrug die durchschnittliche jährliche aufgezinste Wertsteigerung der Berkshire-Aktie 19,8 %. Eine negative Wertentwicklung wurde in elf dieser 59 Jahre verzeichnet.

### Übernahmen und sonstige Handelsaktivitäten
Anfang 2006 übernahm Berkshire Hathaway mit Business Wire das weltweit führende Unternehmen für die Verbreitung von Unternehmensmeldungen und Pflichtmitteilungen. Im März und April folgten die Käufe des Energieversorgers PacifiCorp (über das Tochterunternehmen MidAmericanEnergy) für 5,1 Milliarden USD und das Sportartikelunternehmen Russell (600 Millionen USD). Im Mai 2006 erwarb Berkshire Hathaway für 4 Milliarden USD 80 Prozent am israelischen Metallwerkzeughersteller Iscar und die dazugehörige IMC Group (International Metalworking Companies). Mit dem Erwerb von 7,8 Millionen Aktien begann Berkshire Hathaway im ersten Quartal 2006 mit dem Aufbau einer Beteiligung an General Electric.
Ende 2006 verfügte Berkshire Hathaway über liquide Mittel von über 40 Milliarden USD, die laut Buffett mangels attraktiv bewerteter Anlageziele nicht investiert werden konnten. Im April 2007 habe Berkshire Hathaway laut US-Medien-Berichten 3,2 Milliarden US-Dollar für eine Beteiligung von mehr als zehn Prozent an der Burlington Northern Santa Fe Railway Corporation (BNSF) gezahlt. Die Buffett-Gesellschaft erwarb 39 Millionen Burlington-Aktien. Zum Ende des 1. Quartals 2007 übernahm Berkshire Hathaway den Spezialdistributor TTI, Inc. aus Fort Worth in Texas. TTI, Inc. ist Distributor für passive Bauelemente, Steckverbinder und Relais und mit einem Tochterunternehmen in Europa vertreten.
In einer Pflichtmitteilung an die US-Börsenaufsicht wurde im August 2007 bekannt, dass Berkshire Hathaway bis Ende Juni 2007 Aktien der Bank of America im Wert von rund 425 Millionen US-Dollar und Aktien an dem Medienkonzern Dow Jones im Wert von knapp 160 Millionen US-Dollar vor dem Verkauf an Rupert Murdoch erworben hat. Am 23. Januar 2008 erwarb Berkshire Hathaway einen Anteil von 3 Prozent an der Rückversicherungsgesellschaft Swiss Re.
Die bislang größte Investition über 44 Milliarden USD in der Firmengeschichte gab Berkshire Hathaway am 3. November 2009 mit der Übernahme des Eisenbahnkonzerns Burlington Northern Santa Fe (BNSF) bekannt. Die Securities and Exchange Commission untersucht, ob das Unternehmen bei dieser Transaktion seinen gesetzlichen Veröffentlichungspflichten nachgekommen ist.
Am 14. Februar 2013 wurde bekannt, dass die H. J. Heinz Company von Berkshire Hathaway und dem Finanzinvestor 3G Capital übernommen wird. Der Kaufpreis lag bei 28 Milliarden US-Dollar. Am 29. Januar 2016 erwarb Berkshire alle ausstehenden Anteile an Precision Castparts, einem Hersteller von Metallkomponenten und -produkten für u. a. die Luft- und Raumfahrtindustrie und Energieunternehmen. Der Kaufpreis lag bei ungefähr 32,7 Milliarden US-Dollar. Am 29. Februar 2016 kaufte Berkshire den Batteriehersteller Duracell von Procter & Gamble. Bezahlt wurde mit P&G-Aktien im Wert von 4,2 Milliarden US-Dollar. Am 5. Juli 2020 übernahm Berkshire Hathaway von Dominion Energy die Gasaktivitäten Dominion Gas für 10 Milliarden Dollar (inklusive 5,7 Milliarden Dollar Schulden).

## Konsolidierte Unternehmen und Beteiligungen
Am 31. Dezember 2012 hielt Berkshire Hathaway folgende konsolidierte Beteiligungen:
| Gesellschaft                             | Branche                | Produkte                                                        | Kaufdatum | Bemerkung |
| ---------------------------------------- | ---------------------- | --------------------------------------------------------------- | --------- | --- |
| Acme Building Brands                     | Baustoffe              | Ziegelsteine u. a.                                              | 2000      | |
| Adalet                                   | Baustoffe              | Schaltschränke                                                  | 1986      | über Scott Fetzer |
| Altaquip                                 | Dienstleistungen       | Gartengeräte-Reparaturdienst                                    | 1986      | über Scott Fetzer |
| Applied Underwriters                     | Finanzdienstleistung   | Arbeitnehmer-Unfallversicherung und -Gehaltsabrechnung          | 2006      | |
| Ben Bridge Jeweler                       | Einzelhandel           | Juwelierläden                                                   | 2000      | |
| Benjamin Moore                           | Baustoffe              | Farben und Lacke                                                | 2000      | |
| BH Media Group                           | Medien                 | Zeitungsverlag                                                  | 2012      | mehrere Tages- und Wochenzeitungen aus den südöstlichen USA, die zu Media General Inc. gehörten sowie der Omaha World Herald |
| Borsheims                                | Einzelhandel           | Juwelierladen                                                   | 1989      | |
| Brooks Sports                            | Konsumgüter            | Laufschuhe                                                      | 2006      | |
| Burlington Northern Santa Fe LLC         | Eisenbahngesellschaft  | Schienengüterverkehr                                            | 2010      | |
| The Buffalo News                         | Medien                 | Tageszeitung aus Buffalo (New York)                             | 1977      | bis 2020 |
| Business Wire                            | Medien                 | Nachrichtendienst                                               | 2006      | |
| CalEnergy Philippines                    | Versorger              | internationaler Energieversorger                                | 2000      | über MidAmerican Energy Holdings                                                                                             |
| Campbell Hausfeld                        | Konsumgüter            | Kompressoren und Zubehör                                        | 1986      | über Scott Fetzer |
| Carefree of Colorado                     | Konsumgüter            | Markisen und Zubehör für Wohnwagen                              | 1986      | über Scott Fetzer |
| Clayton Homes                            | Bauindustrie           | Fertighäuser und Baufinanzierung                                | 2003      | |
| CWP Technologies                         | Konsumgüter            | Staubsaugerbürsten                                              | 1986      | über Scott Fetzer, ursprünglich Cleveland Wood Products                                                                      |
| CORT Business Services                   | Dienstleistungen       | Möbelvermietung (Büromöbel)                                     | 2000      | über Wesco Financial |
| CTB International                        | Maschinenbau           | Ausrüstungen für industrielle Getreide- und Viehwirtschaft      | 2002      | |
| Dairy Queen                              | Gastronomie            | Fastfood-Kette, Softeis                                         | 1998      | |
| Douglas/Quikut                           | Konsumgüter            | Akkustaubsauger/Messer                                          | 1986      | über Scott Fetzer |
| Fechheimer                               | Textilien              | Uniformen                                                       | 1986      | |
| FlightSafety                             | Dienstleistungen       | Pilotenausbildung an Flugsimulatoren                            | 1996      | |
| Forest River                             | Fahrzeugbau            | Wohnmobile                                                      | 2005      | |
| France                                   | Elektrotechnik         | Kleintrafos, Ladegeräte und Gasanzünder                         | 1986      | über Scott Fetzer |
| Fruit of the Loom                        | Textilien              | Unterwäsche u. Ä.                                               | 2002      | |
| Garan                                    | Textilien              | (Kinder-)Bekleidung                                             | 2002      | |
| H. H. Brown Shoe Group                   | Textilien              | Schuhe                                                          | 1991      | mit Dexter Shoe verschmolzen                                                                                                 |
| Halex                                    | Baustoffe              | Sanitärtechnik und -installation                                | 1986      | über Scott Fetzer |
| Helzberg Diamond                         | Einzelhandel           | Juwelierläden                                                   | 1995      | |
| HomeServices of America                  | Dienstleistungen       | Immobilienvermittlung und -service                              | 2000      | über MidAmerican Energy Holdings                                                                                             |
| IMC International Metalworking Companies | Maschinenbau           | Schneidewerkzeuge                                               | 2006      | |
| Johns Manville                           | Baustoffe              | Isoliermaterialien, Dachpappe und Wandverkleidungen             | 2001      | |
| Jordan’s Furniture                       | Einzelhandel           | Möbelhäuser in Massachusetts                                    | 1999      | |
| Justin Brands                            | Textilien              | Lederschuhe und Cowboystiefel                                   | 2000      | |
| Kern River Gas                           | Versorger              | Gaspipeline von Wyoming nach Kalifornien                        | 2002      | über MidAmerican Energy Holdings                                                                                             |
| Kingston                                 | Elektrotechnik         | Körpertrockner, Servomotoren, Bedienkonsolen                    | 1986      | über Scott Fetzer |
| Kirby Company                            | Konsumgüter            | Staubsauger, Reinigungsmittel                                   | 1986      | über Scott Fetzer |
| Larson-Juhl                              | Konsumgüter            | Bilderrahmen                                                    | 2002      | |
| Lubrizol                                 | Chemie                 | Schmierstoffe                                                   | 2011      | |
| Marmon Group                             | Dienstleistungen       | Kesselwagen (Union Tank Car), Normteile, Kupferkabel            | 2008      | |
| McLane Company                           | Logistik               | Lebensmittellager und -großhandel                               | 2003      | |
| MidAmerican Energy                       | Versorger              | Strom- und Gasversorger in Iowa                                 | 2000      | über MidAmerican Energy Holdings                                                                                             |
| MidAmerican Energy Holdings              | Versorger              | Beteiligungen                                                   | 2000      | |
| MidAmerican Renewables                   | Versorger              | Erneuerbare Energien                                            | ––        | über MidAmerican Energy Holdings; Gründung 2012                                                                              |
| MiTek Inc.                               | Baustoffe, Software    | Dachbinder, zugehörige Maschinen und Software                   | 2001      | |
| Nebraska Furniture Mart                  | Einzelhandel           | Möbelhäuser in Omaha, Kansas City (Kansas) und Des Moines       | 1983      | |
| NetJets                                  | Dienstleistungen       | Flugzeug-Vermietung                                             | 1998      | ursprünglich Executive Jet Aviation                                                                                          |
| Northern Natural Gas                     | Versorger              | Gasversorger in Iowa                                            | 2002      | über MidAmerican Energy Holdings                                                                                             |
| Northern Powergrid Holdings              | Versorger              | Stromanbieter in Nordostengland                                 | 2000      | über MidAmerican Energy Holdings, ursprünglich Northern and Yorkshire Electric                                               |
| Northland Motor Technologies             | Elektrotechnik         | Elektromotoren, Pumpen und Gebläse                              | 1986      | über Scott Fetzer |
| Oriental Trading                         | Konsumgüter            | Partyartikel                                                    | 2012      | |
| PacifiCorp                               | Versorger              | Stromerzeuger für Pacific Power und Rocky Mountain Power        | 2006      | über MidAmerican Energy Holdings                                                                                             |
| Pacific Power                            | Versorger              | Stromanbieter in Washington, Oregon und Nordkalifornien         | 2006      | über MidAmerican Energy Holdings/PacifiCorp                                                                                  |
| The Pampered Chef                        | Konsumgüter            | Küchenutensilien im Direktverkauf                               | 2002      | |
| Precision Steel Warehouse                | Metallwaren            | Halbzeug                                                        | 1979      | über Wesco Financial |
| Richline Group                           | Konsumgüter            | Schmuckherstellung                                              | 2007      | |
| Rocky Mountain Power                     | Versorger              | Stromanbieter in Utah, Wyoming und Idaho                        | 2006      | über MidAmerican Energy Holdings/PacifiCorp                                                                                  |
| Russell                                  | Konsumgüter            | Sportartikel                                                    | 2006      | über Fruit of the Loom |
| Scott Fetzer (andere)                    | (Verschiedenes)        |                                                                 | 1986      | |
| See’s Candies                            | Einzelhandel           | Schokolade                                                      | 1972      | |
| Shaw Industries                          | Baustoffe              | Fußbodenbeläge (Laminat, Teppich)                               | 2001      | |
| Stahl                                    | Fahrzeugbau            | Aufbauten für Kleinlastwagen                                    | 1986      | über Scott Fetzer |
| Star Furniture                           | Einzelhandel           | Möbelhäuser in Texas                                            | 1997      | |
| TTI, Inc.                                | Handel                 | Vertrieb von Elektronikbauteilen                                | 2006      | |
| United Consumer Financial Services       | Finanzdienstleistungen | Ratenzahlungen                                                  | 1986      | über Scott Fetzer |
| Vanity Fair Brands                       | Konsumgüter            | Dessous                                                         | 2006      | über Fruit of the Loom |
| Wayne Water Systems                      | Maschinenbau           | Pumpen                                                          | 1986      | über Scott Fetzer |
| Western Enterprises                      | Baustoffe              | Anschluss-Stutzen für industrielle und medizinische Gase        | 1986      | über Scott Fetzer |
| R. C. Willey Home Furnishings            | Einzelhandel           | Möbelhäuser in Utah und Nevada                                  | 1995      | |
| World Book                               | Medien                 | Verlag                                                          | 1986      | über Scott Fetzer, Herausgeber der World Book Encyclopedia                                                                   |
| XTRA                                     | Dienstleistungen       | Lkw-Anhänger-Vermietung                                         | 2001      | |
| Berkshire Hathaway Homestate Companies   | Versicherung           | überwiegend Gewerbegebäudeversicherung                          | ––        | Zusammenschluss aus sechs kleinen Versicherungen, die Berkshire in frühen Jahren erworben hat                                |
| Berkshire Hathaway Reinsurance Group     | Versicherung           | Rückversicherung                                                | ––        | |
| Boat U.S.                                | Versicherung           | Spezialversicherung und andere Dienstleistungen für Boote       | 2007      | über National Indemnity |
| Central States Indemnity                 | Versicherung           | Kreditversicherung für Kreditkartenzahlungen                    | 1992      | |
| Geico                                    | Versicherung           | Auto-Direktversicherung sowie Sach- und Haftpflichtversicherung | 1976–1996 | |
| General Re                               | Versicherung           | Rückversicherung                                                | 1998      | |
| Guard Insurance Group                    | Versicherung           | Betriebsunfallversicherung                                      | 2012      | ein privater Anbieter dessen, was in Deutschland der Gesetzlichen Unfallversicherung entspricht                              |
| Kansas Bankers Surety                    | Versicherung           | Haftpflichtversicherung                                         | 1996      | |
| Medical Protective                       | Versicherung           | Spezialversicherung gegen medizinische Behandlungsfehler        | 2005      | |
| National Indemnity Primary Group         | Versicherung           | Direktversicherung                                              | 1967      | über Wesco Financial |
| United States Liability Insurance Group  | Versicherung           | Spezialversicherung für sog. excess and surplus lines           | 2000      | |

Darüber hinaus hielt Berkshire am 31. Dezember 2024 Minderheitenanteile an mindestens folgenden Unternehmen (Pensionsfonds nicht eingeschlossen):
| Gesellschaft           | Anteil |
| ---------------------- | ------ |
| Ally Financial         | 09,4 % |
| Amazon                 | 00,1 % |
| American Express       | 21,6 % |
| Apple                  | 02,0 % |
| Bank of America        | 09,0 % |
| BYD                    | 04,4 % |
| Capital One            | 01,9 % |
| Charter Communications | 01,4 % |
| Chevron Corporation    | 06,8 % |
| Chubb                  | 06,7 % |
| Citigroup              | 00,8 % |
| The Coca-Cola Company  | 09,3 % |
| Constellation Brands   | 03,2 % |
| DaVita                 | 45,7 % |
| Domino’s Pizza         | 07,0 % |
| Itochu                 | 08,5 % |
| Kraft Heinz            | 27,5 % |
| Kroger                 | 07,6 % |
| Marubeni               | 09,3 % |
| Mitsubishi Corporation | 09,7 % |
| Mitsui Group           | 09,8 % |
| Moody’s                | 13,7 % |
| Nubank                 | 00,8 % |
| Occidental Petroleum   | 28,2 % |
| Sirius XM              | 35,4 % |
| Sumitomo Group         | 09,3 % |
| T-Mobile US            | 00,4 % |
| Verisign               | 14,2 % |
| Visa Inc.              | 00,4 % |

Darüber hinaus hält auch die GEICO-Versicherung mehrere Aktienpakete verschiedener Unternehmen als Kapitalanlage. Diese umfassten 2001 rund zwei Milliarden US-Dollar. Da sie im Jahresbericht nicht gesondert ausgewiesen werden, sorgen diese Aktienpakete des Öfteren für Gerüchte.
Zusätzlich zu diesen Aktienpositionen verfügte das Unternehmen 2024 über US-Staatsanleihen in Höhe von 286 Mrd. US-Dollar, die zusammen mit den ausgewiesenen Barmitteln in Höhe von 44 Mrd. US-Dollar die größte Bargeldposition aller börsennotierten Unternehmen in den USA darstellten. Berkshire Hathaway gehört zu den größten Gläubigern der US-Regierung.